# Xã Oakwood, Quận Vermilion, Illinois
Xã Oakwood (tiếng Anh: Oakwood Township) là một xã thuộc quận Vermilion, tiểu bang Illinois, Hoa Kỳ. Năm 2010, dân số của xã này là 3.507 người.